# Schoenoxiphium rufum
Schoenoxiphium rufum är en halvgräsart som beskrevs av Christian Gottfried Daniel Nees von Esenbeck. Schoenoxiphium rufum ingår i släktet Schoenoxiphium och familjen halvgräs. Inga underarter finns listade i Catalogue of Life.